# Kościół św. Michała Archanioła w Domachowie
Kościół św. Michała Archanioła i św. Marii Magdaleny w Domachowie – rzymskokatolicki kościół parafialny zlokalizowany w Domachowie w powiecie gostyńskim, w województwie wielkopolskim. Został wpisany do rejestru zabytków 7 marca 1931 pod numerem 238.

## Historia
Pierwszy kościół we wsi powstał w końcu XIII wieku (budowla ta zawaliła się w XVI wieku). Drewniany, oszalowany kościół konstrukcji wieńcowej został zbudowany w latach 1560–1568 (inicjatorem wzniesienia był biskup poznański, Adam Konarski), w 1586 dobudowano mu kaplicę, a w 1775 gruntownie go odnowiono, w tym dodano zakrystię. Rozbudowie uległ w 1930 według projektu Lucjana Michałowskiego. Kościół nie został zamknięty przez Niemców w okresie II wojny światowej i przez cały czas okupacji służył wiernym, jako jeden z nielicznych na terenie Biskupizny. Do dziś kultywowane są tu lokalne tradycje biskupiańskie. W latach 1998–2009 obiekt poddano gruntownej renowacji konstrukcji.
Podczas prowadzenia prac konserwatorskich w 2019 roku, odkryto podwójną konstrukcję w ścianach kościoła, która została zadatowana na XIV wiek za pomocą dendrochronologii. Czyni to kościół w Domachowie najstarszym polskim kościołem drewnianym.

## Architektura
Obiekt jest drewniany, oszalowany, trzynawowy, na podmurówce z cegły, z dachem krytym gontami. Od zachodu przybudowana jest niska wieża z cebulastym hełmem i latarnią. Nad wejściem głównym znajduje się płaskorzeźba Matki Bożej z Dzieciątkiem.

## Wnętrze
Na wyposażeniu obiektu pozostaje rokokowy ołtarz główny z gotycką rzeźbą, Pietą (około 1430) i rokokowym obrazem zatytułowanym Koronacja Matki Bożej. Ołtarze boczne są barokowe i rokokowe. Na belce tęczowej umieszczone są gotyckie rzeźby pochodzące sprzed połowy XVI wieku. Konfesjonał i chrzcielnica są barokowe, a ambona pochodzi z końca XVIII wieku. Sufit świątyni zdobi rokokowa polichromia w odcieniach sepii. Oryginalne jest wyposażenie zakrystii z 1775 (rokoko).

## Otoczenie
Przy kościele rośnie lipa o obwodzie około 400 cm. Obok świątyni umieszczony jest nagrobek księdza M. Kwapicha (ur. 29.8.1796, zm. 30.7.1864).